# Balogh Levente
Balogh Levente (Kecskemét, 1969. március 28. –) üzletember, befektető, televíziós személyiség, a Szentkirályi Magyarország alapító tulajdonosa. Vállalatcsoportja márkáin keresztül egyaránt jelen van az ásványvizek, ízesített ásványvizek, szénsavas üdítőitalok és snackek piacán.
2018-ban Magyarország 46. leggazdagabb embere.

## Életpályája
Középiskolai tanulmányait a nagykőrösi Toldi Miklós Élelmiszeripari Szakközépiskolában végezte, majd élelmiszer-tartósító technológusi képesítést szerzett a Kertészeti Egyetem Kihelyezett Élelmiszeripari Főiskola Nagykőrösi kihelyezett szakán 1990-ben. Ígéretes sportkarrier állt előtte, ugyanis tizenhétszeres kupagyőztes és magyar bajnok, 4 danos, fekete öves mester cselgáncsozó volt. 1990-ben édesapja cégében üzletkötő. A céget 2003-ban megvásárolta édesapjától és ekkor kezdett bele Szentkirályi Magyarország felépítésébe.
2019 óta a Cápák között televíziós műsor szereplője (cápája), 2023 óta az RTL Az álommeló című üzleti reality műsorának műsorvezetője (elnöke). 
Életéről 2023-ban „Szentkirályfi” címen mesekönyvet jelentetett meg. 
A könyv alapján 2024-ben a Kecskeméti Katona József Nemzeti Színház „Szentkirályfi” címmel zenés mesejátékot állított színpadra Cseke Péter rendezésében.
Hobbijai a lovaglás, a küzdősportok és a tenisz.

## Televíziós szereplései
| Év    | Cím          | Szerepkör       | Csatorna | Megjegyzés |
| ----- | ------------ | --------------- | -------- | ---------- |
| 2019- | Cápák között | Befektető, cápa |          |            |
| 2023- | Az álommeló  | Elnök           |          |            |

## Könyvei
- A Szentkirályi-titok (2011)
- Szentkirályfi (2023)

## Civil és társadalmi szerepvállalásai
- Budapesti Honvéd Sportegyesület Judo Szakosztályának volt elnöke
- Magyar Senior Judo Klub tagja
- Magyar Lovas Szövetség Western Szakágának elnöke
- Magyar Ásványvíz, Gyümölcslé és Üdítőital Szövetség tagja

## Díjai, elismerései
| Év   | Díj                                                   | Megjegyzés             |
| ---- | ----------------------------------------------------- | ---------------------- |
| 2004 | A világ legjobb ásványízének járó díj. (Aqua Euascar) | Szentkirályi Ásványvíz |
| 2011 | Az Év Vállalkozója                                    |                        |